# Adolphus Lotze

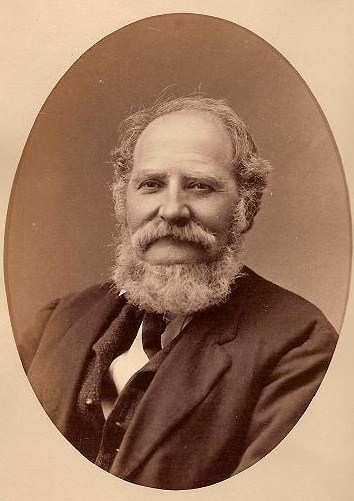
Adolphus Lotze

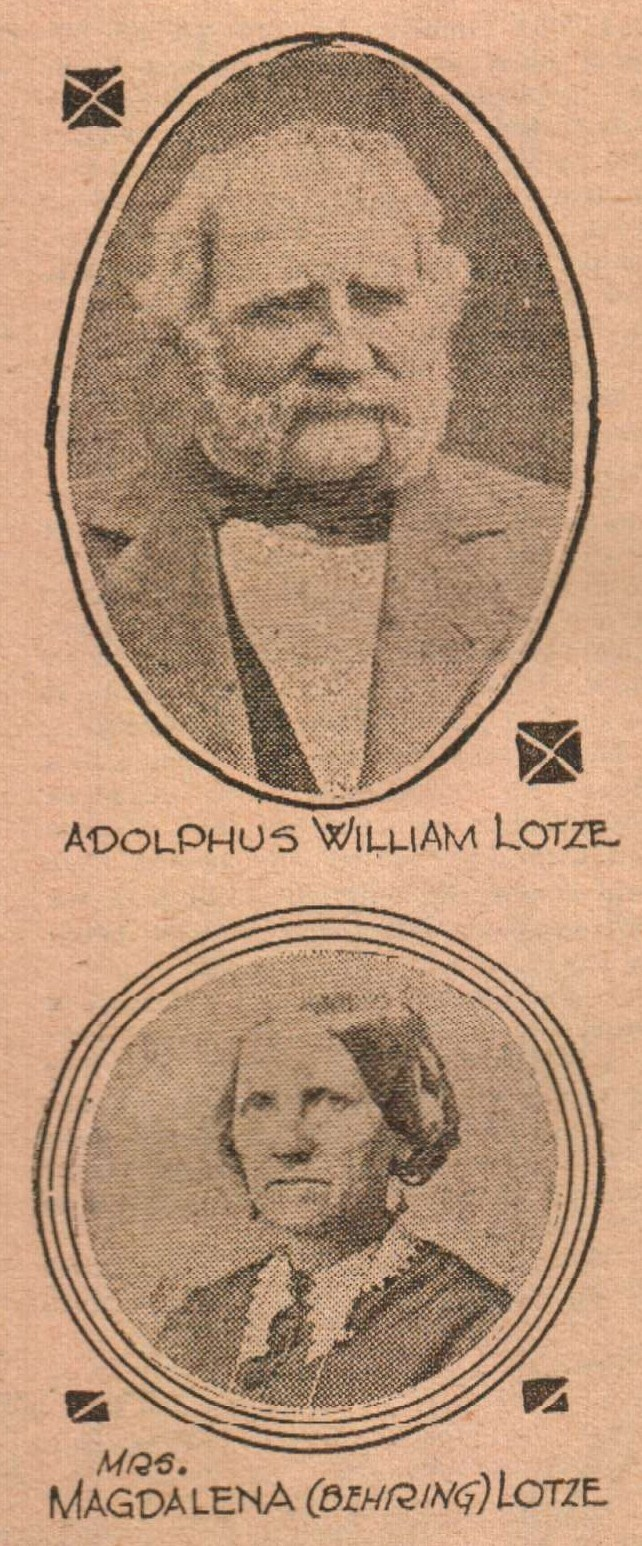
Adolphus Lotze, Magdalena Lotze

Adolf Christian Alhard Lotze (in USA Adolphus genannt, * 11. August 1812 in Hannoversch Münden; † 9. Dezember 1877 in Cincinnati) war ein deutscher Pionier des Ofengeschäfts bzw. der Fabrikation von Luftheizungsapparaten in den USA.

## Leben
Sein Vater, der Metzger, Gildemeister und Großbürger Johann August Wilhelm Lotze betrieb zusammen mit seiner Mutter Regine Gertrude Voigt eine Gastwirtschaft. Er starb jedoch bereits, als der junge Adolphus kaum das neunte Jahr erreicht hatte. Die alleinstehende Witwe musste dann ihre sieben Kinder und einen Stiefsohn allein erziehen. Der junge Adolphus besuchte bis zu seinem vierzehnten Lebensjahr die Mündender Städtische Schule. Nach dieser Zeit absolvierte er eine Lehre zum Klempner. Nach vollendeter Lehre entschloss er sich zur Auswanderung nach Amerika.
Bereits mit 18 Jahren verließ er am 18. Oktober 1830 von Bremerhaven aus Deutschland. Nach dreieinhalb Monaten Schiffsfahrt erreichte er am 28. Dezember 1830 Baltimore. Dort arbeitete er viele Jahre als geschickter Klempner.
Zu dieser Zeit hatte er die Idee, Wohnungen und Häuser mit einer ventilatorenunterstützen Luftheizung zu erwärmen. Die Verfolgung dieser Idee ließ ihn seitdem nicht wieder los, obwohl er noch bis zum Jahre 1838 als Klempnergeselle in Baltimore, Philadelphia, Newark, New York und Boston beschäftigt war. Am 8. Mai 1838 zog er nach Cincinnati. Kurze Zeit später wurde er Teilhaber eines eigenen Geschäftes mit Herrn Johann Lohn unter der Firma Lotze und Lohn in der Mainstreet 265. Dann widmete er sich der Ausführung seiner Idee, der Herstellung eines Heizapparates durch Leitung der erhitzten Luft zum Wärmen bestimmter Räumlichkeiten. 1840 erhielt er sein Patent auf den ersten praktischen Luftheizungs-Apparat der in Amerika hergestellt wurde. In diesem Jahr heiratete Adolphus Lotze Magdalena Bering (* 1816 in Landau), Tochter des Rechtsanwalts Baltasar Bering und Enkel des Vitus Bering. Sie schenkte ihm zehn Kinder, fünf Söhne und fünf Töchter, von denen neun den Vater überlebten.
Der erste Apparat, den Lotze erbaute, wurde in der Wohnung des Richters, Staatsanwalts und Präsidenten des „Court of Common Pleas“ David K. Este (1785–1875) erfolgreich aufgestellt. Richter Este war mit diesem ersten Apparat so zufrieden, dass er zwanzig Jahre später einen gleichen Apparat von Lotze anfertigen ließ. Das Geschäft von Lotze expandierte, und 1851 war er im Stande, sein geräumiges vierstöckiges Geschäftshaus in der Walnut Street 217 zu erbauen, das er nach und nach immer vergrößerte. Auf dem Grundprinzip der Luftströmung von Adolphus Lotze sind später verschiedene Änderungen in den Luftheizungsapparaten gemacht und patentiert worden.
Bis zu seinem Tode dauerte die Geschäftsverbindung mit Herrn Lohn an und wurde noch eine Zeitlang unter der Firma A. Lotze und Co. weitergeführt. Diesen Geschäftsnamen behielt Lotze trotz der Auszahlung der Erben des Herrn Lohn. 1874 änderte Lotze den Firmennamen in Adolphus Lotze und Söhne um, nachdem er seinen beiden älteren Söhnen einen Geschäftsanteil übertrug.

Geschäft Lotzes in Cincinnati

1853 machte Lotze eine Reise nach Deutschland, um seine Geburtsstätte und seinen Bruder, Wilhelm Lotze, zu besuchen.
Hauptsächlich unternahm er diese Reise, um seine Kenntnisse auf dem Luftheizungsgebiet durch Beobachtung der in Europa üblichen Methoden auszuweiten. 
Mit seiner Rückkehr nach Amerika führte er erfolgreich die Lotzeschen Kochherde ein.
Lotze gehörte dem Deutschen Pionierverein seit dem 1. Dezember 1868 an.
Im Sommer 1875 machte er sich nochmals auf die Reise nach Europa, diesmal aus gesundheitlichen Gründen. Er litt zwei Jahre lang an Dörrsucht Anorexia nervosa
(Muskuläre Atrophie). Ärzte empfahlen ihm europäische Schwefelbäder, er kehrte jedoch ohne Heilung zurück und wurde bis zu seinem Tod durch die Krankheit am 9. Dezember 1877 von seiner Frau gepflegt.

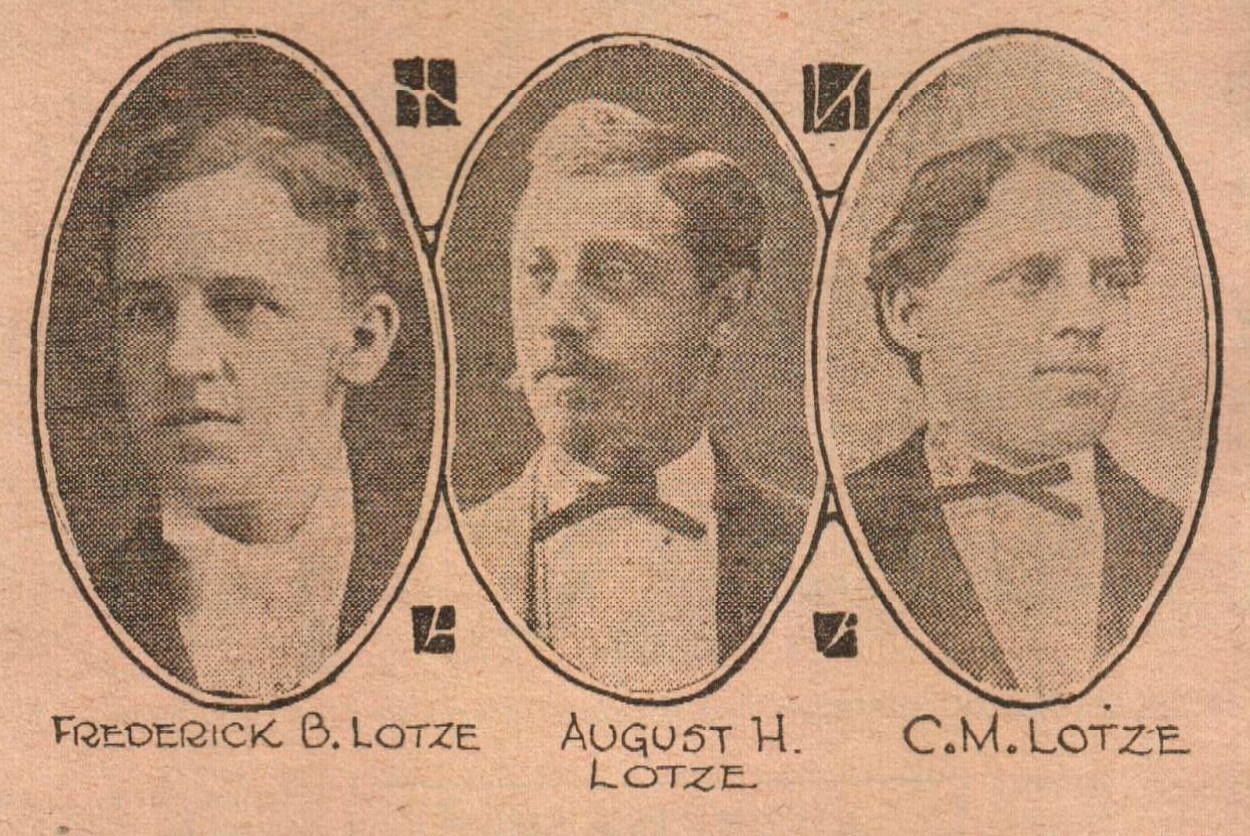
Frederick B. Lotze, August H. Lotze, C.M. Lotze

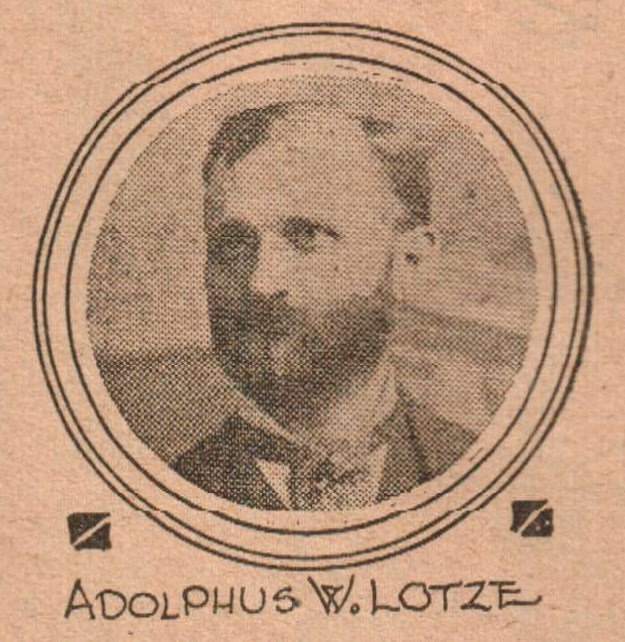
Adolphus William Lotze jr.

## Kinder
- August Anton * 1841, † 1844.
- Charlotte Regina * 1842, † 1933.

Sie hat 1863 den Waffenschmied Virginus Marius Mayer geheiratet. Sohn des George A., eines Einwanderers aus Mosbach, Schwiegersohn von Charlotte und Virginius war Frederick A. Geier, Gründer der Cincinnati Milling Machine Company, heute Milacron Inc.
- Mary Anna * 1843, † 1928 in Mittenwald

Sie hat 1874 den Geigenhersteller Maximiliam Baader aus Mittenwald geheiratet, Enkel des Joseph Baader
Deren Sohn war Adolf Sr. (1875–1952), Bürgermeister von Mittenwald, Verleger und Inhaber von J. A. Baader Violin Made in Mittenwald, Germany c. 1890.  Ehrenbürger von Mittenwald: Verleihung am 8. April 1949.
- Rosa Elina * 1845, † 1928.

Sie hat 1867 den Priester und Tabakhändler Clements A. Nulsen geheiratet. Er war auch Gründer und Vizepräsident des Krematoriums von Cincinnati. Clements war Cousin des John Louis Nuelsen.
- Adolphus Wilhelm Jr. * 1847.

Er hat mit seinen Brüdern August und Frederick die Firma seines Vaters weitergeführt.
- August H. * 1848, † 1909.

- Christian Matthew * 1850, † 1932.

Er war Anwalt, US-Senator sowie Richter des Obersten Gerichtshofes in Cincinnati, studierte Rechtswissenschaften in Cincinnati und erreichte bereits mit 20 Jahren den Bachelor-Abschluss. Anschließend ging er nach Europa und belegte Kurse an den Universitäten Leipzig, Heidelberg und Berlin. 1876 heiratete er seine Cousine Emma, Tochter des Historikers Wilhelm Lotze
- Louise M. * 1852, † 1940.

- Frederick Bauer * 1853, † 1940.

Er hat Josephine Lang geheiratet.
- Amanda J. * 1859, † 1962.

Sie hat 1884 den Sohn des Kaufmanns und Konsul des Norddeutschen Bundes zu Cincinnati (Ohio) Adolph Seineke und 1898 Eugene Fushippel geheiratet.